# Giotto di Bondone
Giotto di Bondone (ejtsd: dzsottó di bondóne, Colle di Vespignano) (Vicchio, 1267 – Firenze, 1337. január 8.) firenzei festő, szobrász és építész, a korai reneszánsz, a trecento művészetének első jelentős alakja. Giotto abban az időben élt és dolgozott, amikor az emberek gondolatai és képességei felszabadultak a középkori korlátok alól. Nagyrészt a hagyományos vallásos témákat dolgozta fel műveiben, de ezeknek a témáknak földi, telivér életet és erőt adott.

## Élete
Giorgio Vasari, Giotto első életrajzíróinak egyike elmeséli, hogy Cimabue, a jól ismert firenzei festő, hogyan fedezte fel Giotto tehetségét. Cimabue állítólag látta, ahogyan a 12 éves fiú felvázolta az apja juhainak egyikét egy lapos kődarabra és annyira lenyűgözte a tehetsége, hogy rábeszélte az apát, hogy engedje meg Giottónak, hogy a tanulója legyen. Ez valószínűleg Vasari képzeletének szüleménye. Giotto apja paraszti származású firenzei kereskedő volt, aki polgári státuszt szerzett, s fia valószínűleg Firenze akkor legjelentősebb iskolájában, a dominikánus kolostorban tanult. Bár Firenzében nagy volt a ferencesek mozgalmának hatása, ők akkor még nem fordítottak olyan nagy gondot a képzésre és oktatásra, mint a dominikánusok, akik Európa legújabb tudományos eredményeit közvetítették. Ez volt az az időszak, amikor a tudósok figyelme az antik kor felé fordult, s amikor az irodalomban megteremtik az olasz nyelvet.

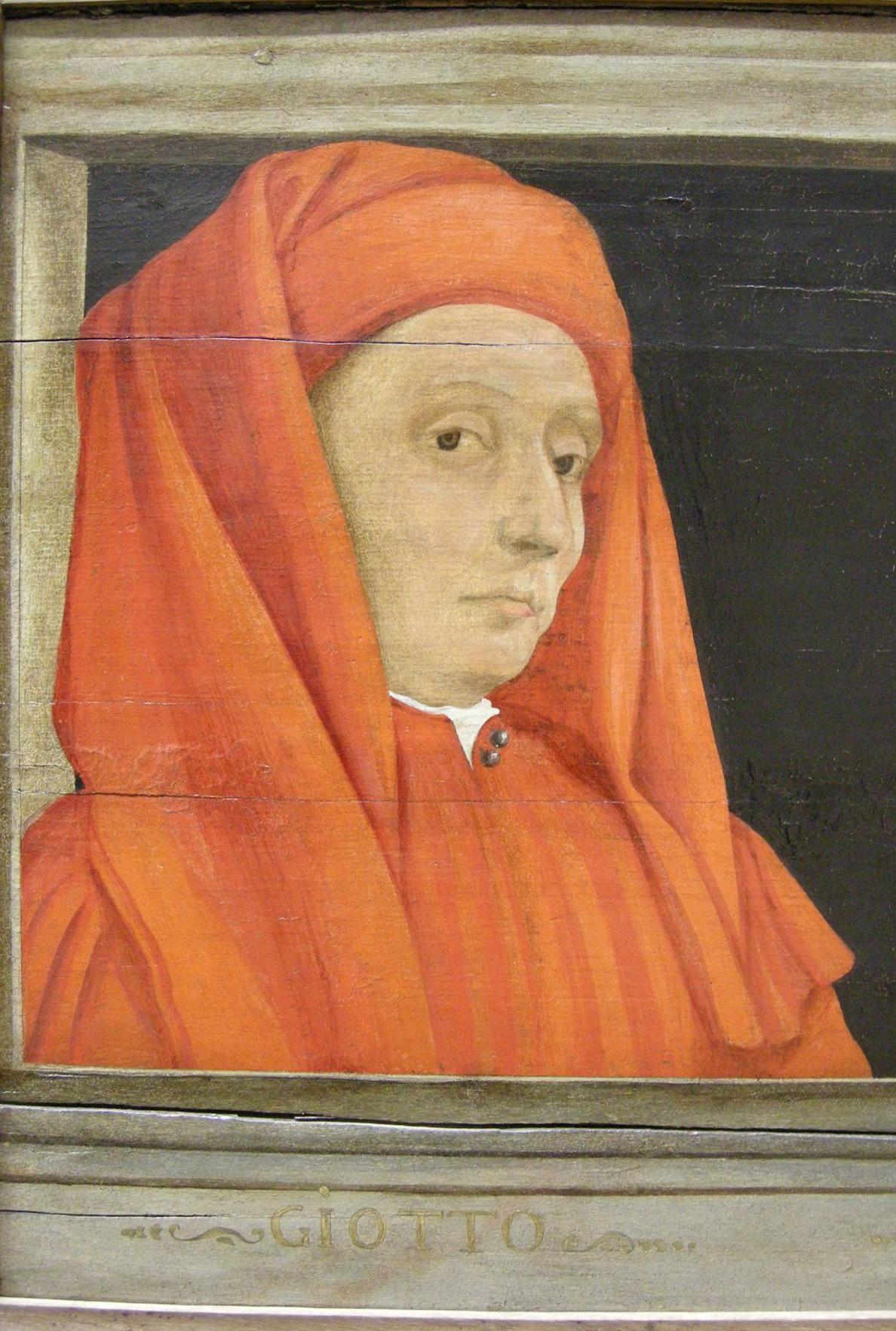
Paolo Uccello: Giotto arcképe (1550; Louvre)

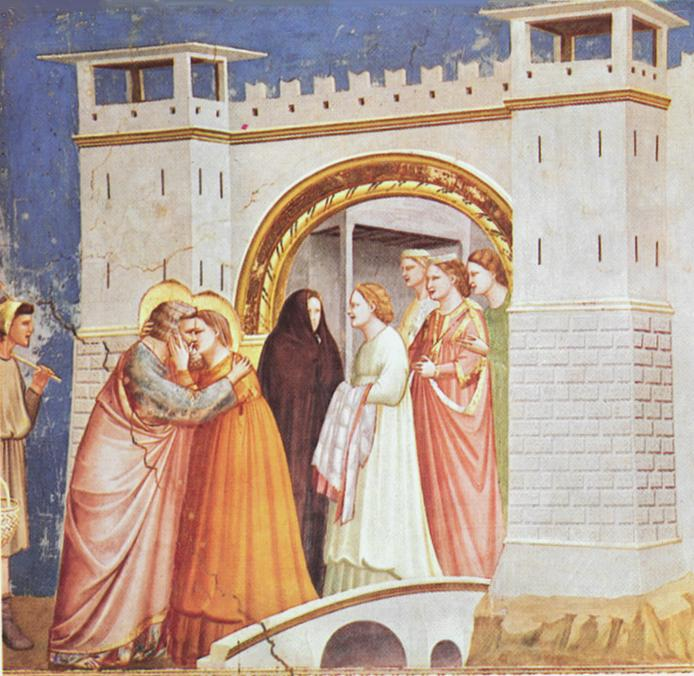
Jelenet Joachim életéből: Találkozás az Aranykapunál (Padova, Scrovegni-kápolna)

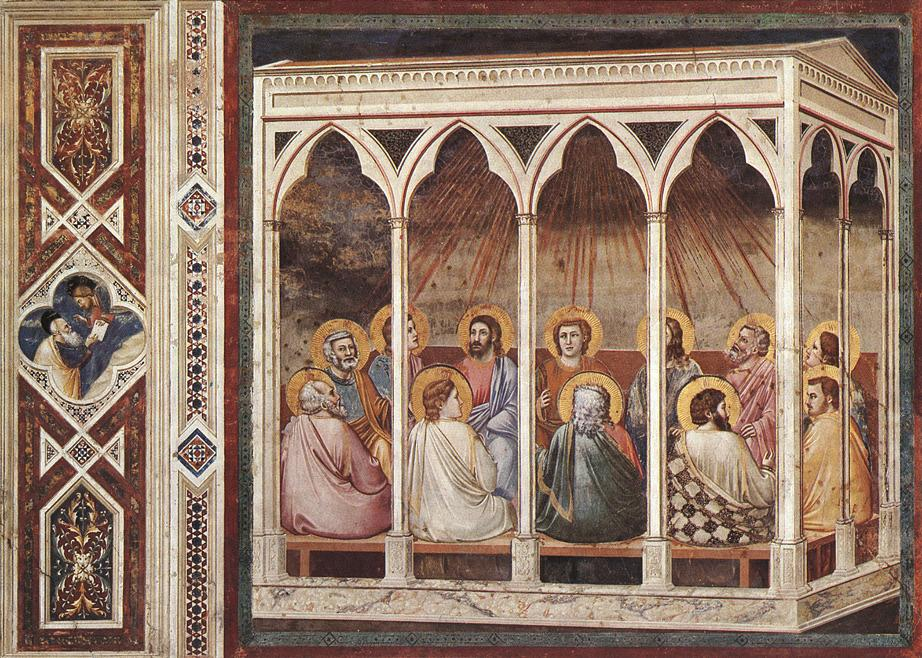
Pünkösd

Vasari másik állítása, hogy Giotto Cimabue műhelyében tanult, általánosan elfogadott, bár dokumentumok nem igazolják. Tanulmányait valószínűleg 1272 után kezdhette el. Első hiteles műve a Santa Maria Novella festett feszülete, amelyet 1291 körül festett. Ez idő tájt nősült meg, feleségül vette Monna Cinta di Lapo del Pelát, házasságukból hat gyermek született. A kor szokásai szerint a házasságot megelőzte a saját műhely megalapítása, tehát valószínűleg Giotto ekkorra már saját egzisztenciával rendelkezett.
Az assisi templomban látható, Szent Ferenc életét ábrázoló freskósorozatot Giottónak tulajdonítják. Az bizonyos, hogy a rendfőnök 1296-ban vagy 1297-ben Assisibe hívta. Ez a feladat lehetett az, amelynek segítségével szorosra fűzte kapcsolatait a ferences renddel, s a rendhez tartozó más templomokban is dolgozott, de e műveinek nagy része megsemmisült. Közben eljutott Rómába is, ahol kapcsolatba került a pápai udvarral. Vasari elmondta annak a történetét, hogy VIII. Bonifác pápa hogyan küldött hírvivőt egy, a munkája mintái iránti kéréssel Giottóhoz. Giotto a piros festékbe mártotta az ecsetét, és egyetlen mozdulattal egy tökéletes kört festett. Biztosította a hírvivőt arról, hogy ennek a mintának az értékét fel fogják ismerni. Amikor a pápa meglátta, azonnal megérezte, hogy Giotto felülmúlja korának összes festőjét. 1299-ben a régi Szent Péter-templom számára készítette a Jézust és az egyház hajóját ábrázoló mozaikját. Ez az új templom építésénél elpusztult, csak két angyalfej maradt fenn.
1301-ben házat vett Firenzében, majd Riminibe utazott, és a ferencesek templomában egy falképet festett, amely azóta elpusztult. Ezután Padovába érkezett, ahol körülbelül 1305-ben és 1306-ban egy rendkívüli freskósorozatot festett az Aréna-, vagy más néven a Scrovegni-kápolnában. Ezt a művét tartják a művészettörténészek Giotto főművének. Rómában, Nápolyban, Bolognában és Firenzében Giotto hercegektől és magas rangú egyházi méltóságoktól kapott megbízásokat. A Santa Croce templomában levő Bardi- és Peruzzi-kápolnákat díszítik freskói.

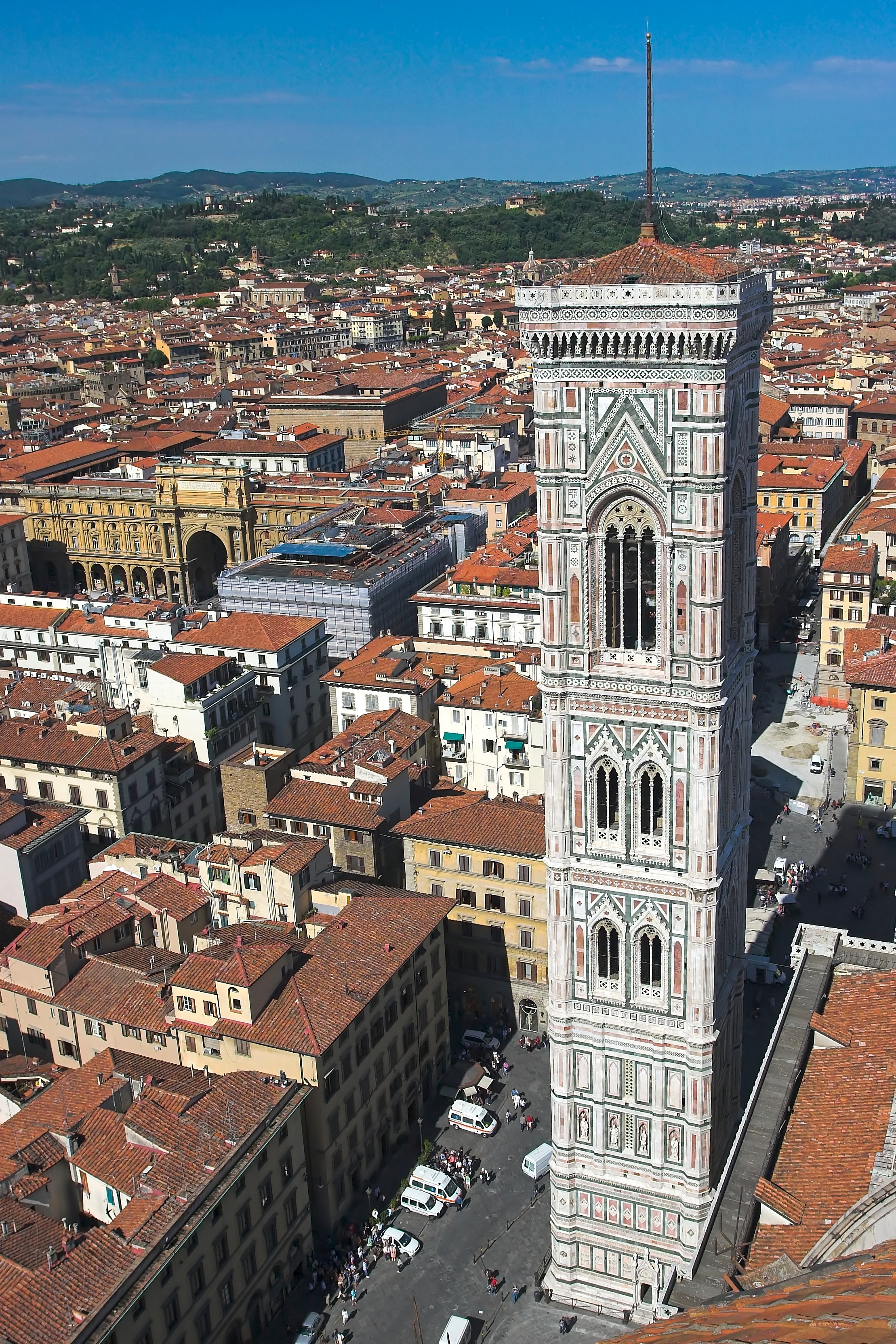
A Campanile di Giotto, a firenzei dóm harangtornya

Giotto visszafogott és szerény volt, és emellett gyors észjárású és gyakorlatias. Élete utolsó két évtizedét Firenzében töltötte mint jómódú föld- és háztulajdonos, vagyonát szövőszékek bérbeadásával is gyarapította, s híres műhelyt tartott fent. Időnként egy-egy megbízatás kedvéért elhagyta a várost. Ilyen esemény volt 1329 és 1333 között Anjou Róbert nápolyi király megbízása, aki az udvari kápolna és a Castel Nuovo nagytermének kifestésére kérte fel. 1334-ben Firenze a Magnus Magister (Nagymester) címével tisztelte meg a művészt és kinevezte városi építésznek és a közmunkák ellenőrének. Ebben a feladatkörében tervezte a firenzei dóm híres Campaniléjét (harangtorony), amely a nevét viseli. 1337-ben meghalt, mielőtt a munka elkészült volna. A dómban helyezték örök nyugalomra.

## Művészete
A kora más művészeihez hasonlóan Giottónak is hiányzott anatómiai és műszaki tudása, mindaz, amit a későbbi festők megtanultak. De olyasmit birtokolt, amely jelentősen többet ért az őt követő művészek műszaki készségénél: nála az emberi érzelmek megragadásának és az élet jelentőségének sokkal nagyobb szerepe volt. Erre összpontosítva hozta létre lenyűgöző képeit olyan emberekről, akiket elfogott a kétség, válságban vannak és önvizsgálatra, döntésre kényszerülnek. A modern művészek gyakran keresnek ihletet Giottónál, mert művészetében az emberi lélek olyan megközelítését találják, amely minden korban érvényes.
Giottót a nyugati festészet hagyományainak az alapítójaként tartják számon, mert művészete kiszabadult a bizánci művészet stílusa alól, miközben elfogadtatta a természetesség új eszményeit és létrehozta a képszerű tér meggyőző érzését. Jelentős teljesítményét felismerték a kortársai is (Dante azzal dicsérte őt az Isteni színjáték híres szakaszában, hogy felülmúlta Cimabuét), és 1400 körül Cennino Cennini azt írta, hogy Giotto lefordította a festmény művészetét görögről latinra.
A hírneve és a munkái iránti érdeklődés ellenére nincs dokumentálhatóan tőle származó festmény és ez felveti a szerzőség néhány problémáját. De az általánosan elfogadott tény, hogy a padovai Aréna-kápolna freskóciklusa Giotto keze munkája, s ez adja a kiindulópontot a munkái vizsgálatához. Az Aréna-kápolnát (egy római aréna helyén épült) vezeklésként építette Arrigo Scrovegni az apja bűneiért, aki hírhedt uzsorás volt, Dante is említette Isteni színjáték című művében. Az építést 1303-ban kezdték el, Giotto freskói 1305-06 körül készültek.
A freskósorozat harmincnyolc képből áll, és az Evangéliumból, valamint az apokrif Szent Jakab evangéliumából ábrázolnak jeleneteket, amelyek körbefutnak egyenesen az épület belsejében; a nyugati falon látható az Utolsó ítélet, az Annunciation a szentélyív fölött, és a fő falterületeknek festmények három sorában jelenetek láthatóak Szűz Mária és szülei, Szent Anna és Szent Joachim életéből és Krisztus Passiójából. Ezek alatt a színhelyek alatt láthatóak azok az alakok, akik az erényt és bűnöket személyesítik meg, s akiket kőszobrokat szimulálva festettek – ez az első grisaille a művészet történetében. Már a bizánci mesterek is szívesen festették Szent Jakab evangéliumának jeleneteit, de Giotto új életet öntött alakjaiba, amelyek kitűnnek gazdag érzelmi világukkal, melyre éppúgy jellemző a szeretet gyöngéd kifejezése, mint a fájdalom határtalan kifejeződése. Itt szemlélhető együtt mindaz, ami biztosítja Giotto művészetének magas rangját. Ő fedezte fel újra az antik művészet hanyatlása óta feledésbe merült perspektívai vívmányokat, s ezáltal képeinek térhatása magával ragadó. Bár természeti környezete színpadias, kulisszaszerű, egyben a jellemzés, a kiemelés, a hangsúlyozás eszköze is: a szereplők közötti fontossági sorrendet teszi nyilvánvalóvá, a bizánci művészetben szokásos méretkülönbség helyett. Kompozíciója szoros összefüggésbe vonja az alakokat, a perspektívát és a tájat, s ebben a cselekvő ember a főszereplő. Szereplői még a gótikából eredően típusok, egy-egy jellembeli tulajdonság megtestesítői, az újonnan alakuló polgári világ eszményképei. Az alakok méltóságát, zártságát emeli, hogy Giotto drapériákba burkolja őket, nem törődve az anatómiai helyességgel. A freskócikluson használt kevés, de szemléletes eszközzel érte el, hogy az írni-olvasni nem tudók számára is érthető, követhető volt a cselekmény.

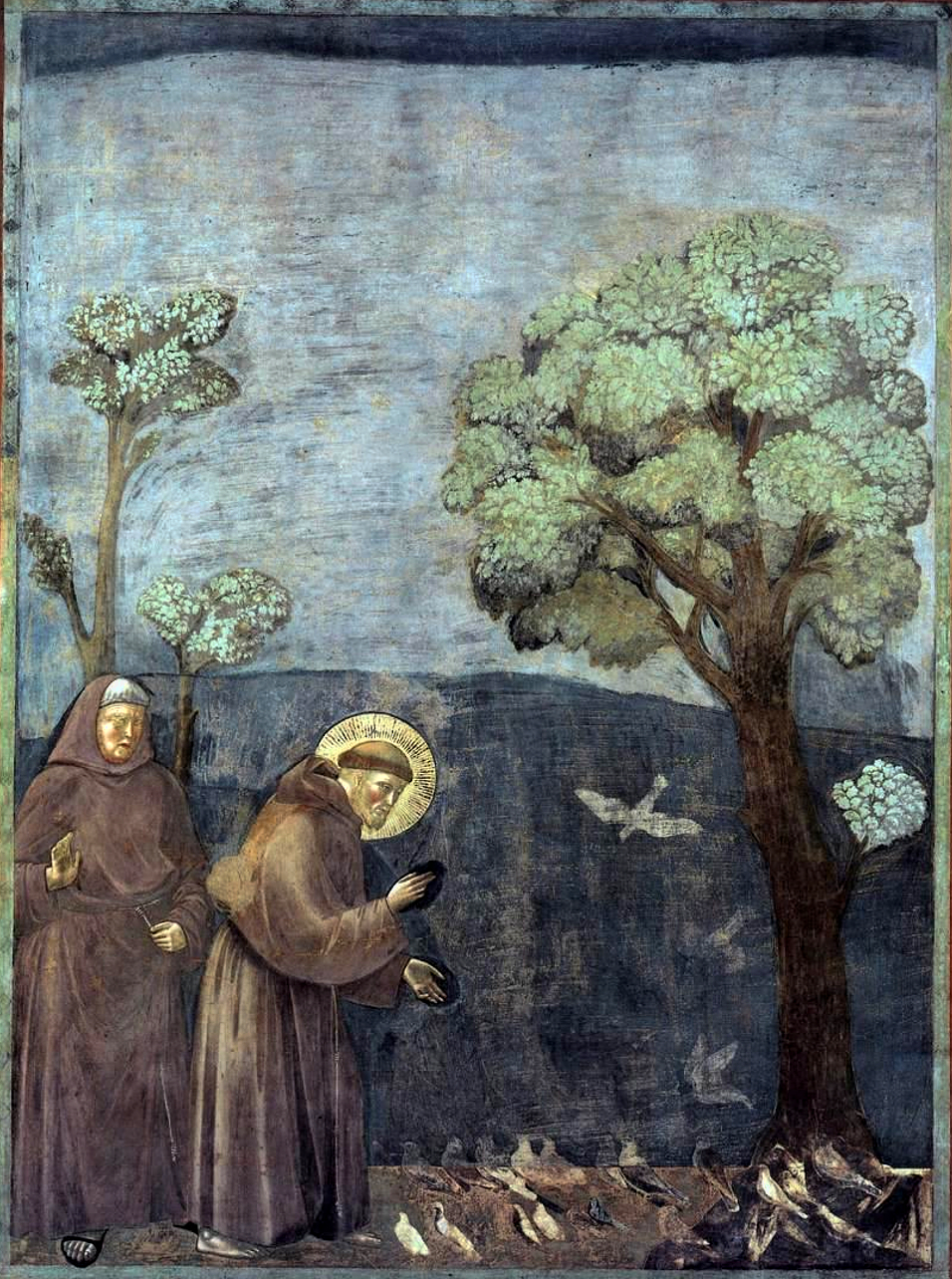
Szent Ferenc prédikál a madaraknak. Részlet az assisi Szent Ferenc-templom freskósorozatából

Másik jelentős freskósorozata az assisi Szent Ferenc-bazilikában Szent Ferenc életének jeleneteit ábrázolja. Korábban készült ugyan, de már itt is művészetének teljessége tárul elénk. Sok segéddel dolgozott, de a faliképek terve tőle származott, s az emberi alakok egy részén felfedezhető keze nyoma. A munka befejezése előtt a pápa Rómába hívta, s a festés a tervei alapján folytatódott ugyan, de a minősége egyenetlen lett. Az építészeti hátteret szinte biztosan római mesterek festették, s Giotto ezt a téri konstrukciót emelte a saját eszközeivel magasabb szintre: már nem leíró jellegű volt, hanem szorosan épült be a kép kompozíciójába, fokozva az emberi drámák hatását. Feltűnik művészetének egy új vonása is, a természetszeretet, a valóság tiszteletben tartása, az ember és valóság kapcsolatának lehetőségeinek vizsgálata.
Művei közül kevés táblakép maradt fent, s ezek közül a legjelentősebb, legjellemzőbb az Uffizi-képtárban látható Trónoló Madonna, amely eredetileg a firenzei Ognissanti-templom számára készült. Fenséges Madonnája pogány istennőként ül díszes trónján, komorságát az angyalok, a kis Jézus alakja és a finom színek oldják. Bizánci stílusú elemek bőségesen találhatók a festményen, Giotto ezzel elégítette ki az egyház igényeit.
Leírások szerint Giottónak voltak világi témájú művei is, amelyek napjainkra elpusztultak. Ilyenek voltak a padovai Palazzo della Ragione asztrológiai témájú freskói, és a firenzei városi elöljáróság palotájában elkészült Égi köztársaság című falikép, amelyből napjainkra csak a fiatal Dante számtalanszor átfestett portréja maradt fenn. Anjou Róbert nápolyi király palotájában híres emberek portréit készítette el.
Az 1320-as években kapott megbízást a firenzei Santa Croce-templom négy kápolnájának festésére, s ezek közül mára csak a Peruzzi- és a Bardi-kápolna faliképei maradtak fenn. Ezek a festmények, Giotto utolsó ismert művei, kivívták a reneszánsz mesterek csodálatát világi szemléletükkel, realizmusukkal, újszerű kompozíciójukkal. Bár a freskók Szent János és Szent Ferenc életének eseményeit beszélik el, Giotto nem a szentek történetét és a csodás elemeket hangsúlyozta, hanem a köznapit, a környezetet, a körülményeket.
A halála utáni nemzedékben elsöprő befolyása volt a firenzei festészetre; ez a nemzetközi gótika növekedésével hanyatlott, de a munkája később ihletet adott a reneszánsz nagy festőinek, köztük Masacciónak és Michelangelónak is. Ez a két festőóriás volt az ő igaz lelki örököse.

## Fennmaradt művei

### Freskók

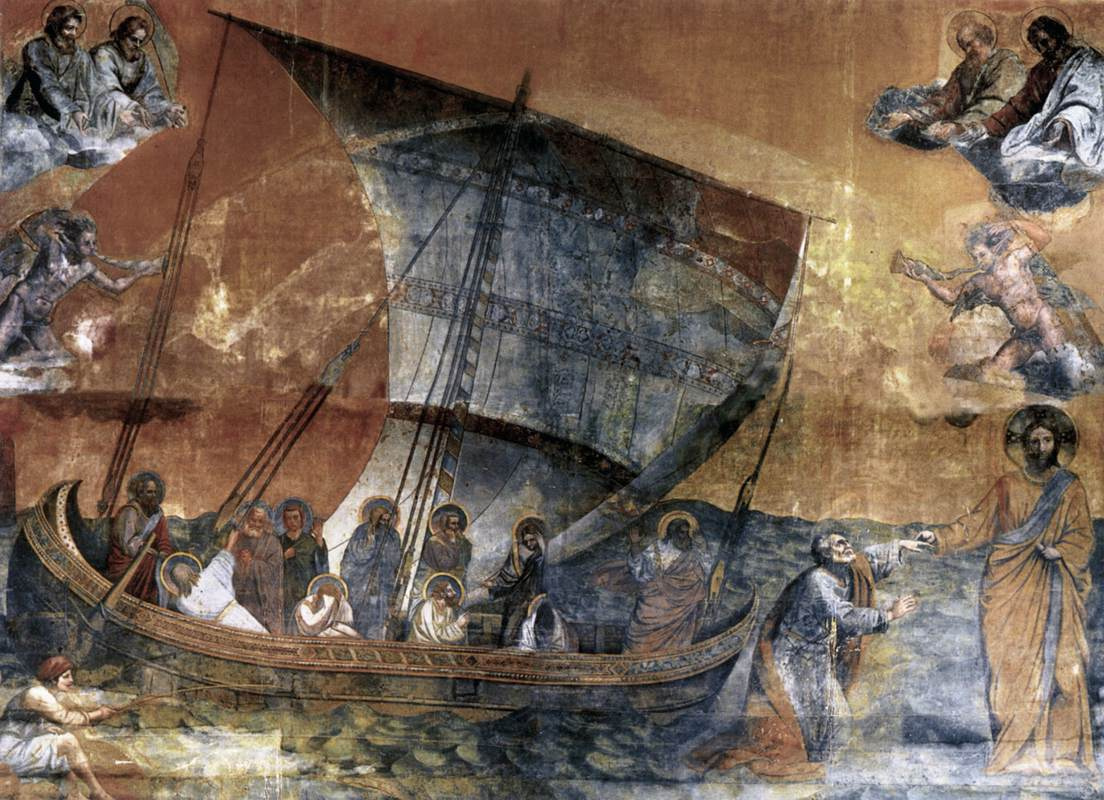
A Navicella-mozaik ("Kis hajó") másolata, azt a jelenetet ábrázolja, amikor Péter elindul a vízen járó Jézus felé
Az eredeti mű a római Szent Péter-bazilika számára készült 1300 körül, eredetije a 17. századi átalakításkor elpusztult

- A Scrovegni (Aréna)-kápolna freskósorozata, (1305 – 1306) Padova
- A Peruzzi- és a Bardi-kápolna freskósorozatai (1320), Santa Croce-templom, Firenze
- Az Assisi Szent Ferenc-bazilika alsó- és felsőtemplomának freskóciklusai (1320 – 1330)

### Táblaképei

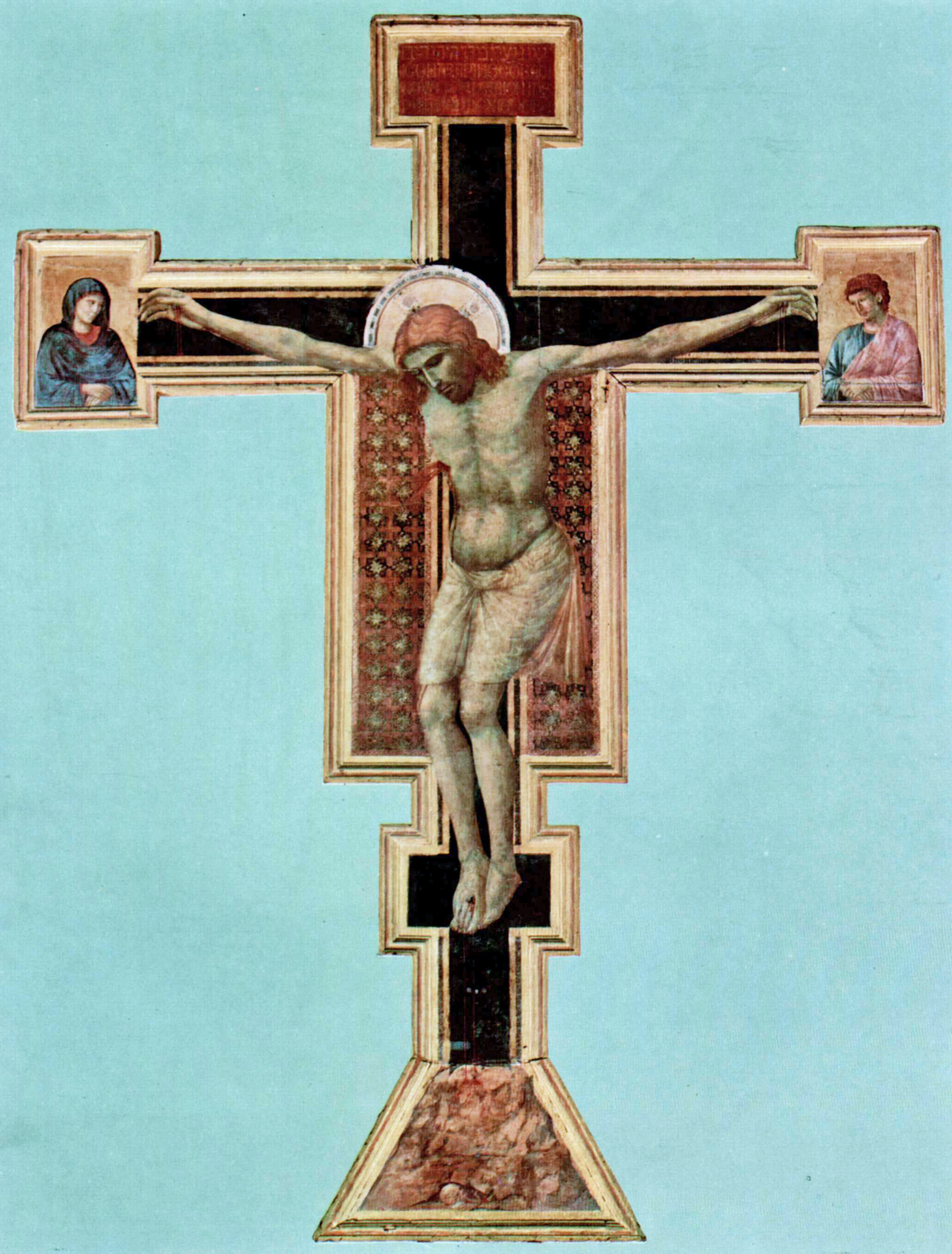
Keresztrefeszítés, Firenze, Santa Maria Novella (1290-1300)

- Keresztrefeszítés (1290-1300), Santa Maria Novella, Firenze
- Keresztrefeszítés (1310-1317), Tempio Malatestiano, Rimini
- Keresztrefeszítés (1317), Museo Civico, Padova
- Keresztrefeszítés (1330-as évek), San Felice, Firenze
- Madonna gyermekével (1295-1300), San Giorgio alla Costa, Firenze
- Madonna gyermekével (1297), magángyűjtemény
- Szent Ferenc stigmatizációja (1300), Musée du Louvre, Párizs
- Trónoló Madonna (Ognissanti Madonna) (1310 körül), Galleria degli Uffizi, Firenze
- Poliptichon (1330-35), Pinacoteca, Bologna
- Keresztrefeszítés  (1330-as évek), Staatliche Museen, Berlin
- Keresztrefeszítés  (1330-as évek), Musées Municipaux, Strasbourg
- Madonna gyermekével (1320-30), National Gallery of Art, Washington
- Szent István (1320-25), Museo Horne, Firenze
- Keresztelő Szent János (1320-25), Musée Jacquemart-André, Fontaine-Chaalis
- Szent Lőrinc, (1320-25), Musée Jacquemart-André, Châalis
- Háromkirályok imádása (1320-25), Metropolitan Museum of Art, New York
- Bemutatás a templomban (1320-25), Isabella Stewart Gardner Museum, Boston
- Utolsó vacsora (1320-25), Alte Pinakothek, München
- Keresztrefeszítés (1320-25), Alte Pinakothek, München
- Sírbatétel, (1320-25), Berenson Collection, Settignano, ma Firenze része
- Leereszkedés a pokol tornácára, (1320-25), Alte Pinakothek, München
- Pünkösd (1320-25) National Gallery, London
- A Stefaneschi-oltár (1330 körül), Pinacoteca, Vatikán
- A Baroncelli-poliptichon (1334 körül), Baroncelli-kápolna, Santa Croce, Firenze

### Egyebek
- Tondó angyallal, (1310 körül), mozaik, S. Pietro Ispano, Boville Ernica, Róma
- A Navicella-mozaik tervei (1305-13), Fabbrica di San Pietro, Róma és Metropolitan Museum of Art, New York
- A firenzei dóm harangtornyának terve (1334), Museo dell'Opera del Duomo, Firenze
- A firenzei dóm harangtornya
- Daedalusz (1334 után), márványdombormű, Museo dell'Opera del Duomo, Firenze